# Clethrobius comes
Clethrobius comes är en insektsart som först beskrevs av Walker 1848. Enligt Catalogue of Life ingår Clethrobius comes i släktet Clethrobius och familjen långrörsbladlöss, men enligt Dyntaxa är tillhörigheten istället släktet Clethrobius och familjen borstbladlöss. Arten är reproducerande i Sverige. Inga underarter finns listade i Catalogue of Life.